# تریکازه
تریکازه (به ایتالیایی: Tricase) یک کومونه در ایتالیا است که در استان لچه واقع شده‌است. تریکازه ۴۳٫۶۴ کیلومتر مربع مساحت و ۱۷٬۸۷۰ نفر جمعیت دارد و ۹۸ متر بالاتر از سطح دریا واقع شده‌است.